# فيلي دنيس
فيلي دنيس (بالإنجليزية: Willie Dennis)‏ هو عازف جاز أمريكي، ولد في 10 يناير 1926 في فيلادلفيا في الولايات المتحدة، وتوفي في 8 يوليو 1965 في نيويورك في الولايات المتحدة بسبب حادث مرور.

## وصلات خارجية
- فيلي دنيس على موقع ميوزك برينز (الإنجليزية)
- فيلي دنيس على موقع أول ميوزيك (الإنجليزية)
- فيلي دنيس على موقع ديسكوغز (الإنجليزية)